# NGC 3220
NGC 3220 este o galaxie spirală situată în constelația Ursa Mare. A fost descoperită în 8 aprilie 1793 de către William Herschel.